# Radicaal 17
Van de in totaal 214 Kangxi-radicalen heeft radicaal 17 de betekenis receptakel (vergaarbak) en open mond. Het is een van de drieëntwintig radicalen die bestaan uit twee strepen.
In het Kangxi-woordenboek zijn er 23 karakters die dit radicaal gebruiken.

## Karakters met het radicaal 17
| Strepen | Karakter       |
| ------- | -------------- |
| + 0     | 凵             |
| + 2     | 凶             |
| + 3     | 凷 凸 凹 出 击 |
| + 4     | 凼             |
| + 6     | 函             |
| + 7     | 凾             |
| + 10    | 凿             |

Groot zegelkarakter
Klein zegelkarakter